# Süßenbach (Gemeinde Kirchberg am Walde)
Süßenbach ist eine Ortschaft und unter der Bezeichnung Süssenbach eine Katastralgemeinde der Gemeinde Kirchberg am Walde im Bezirk Gmünd in Niederösterreich mit 188 Einwohnern (Stand 1. Jänner 2024).

## Geografie
Das Dorf befindet sich rechts der Deutschen Thaya bei einer kleinen Anhöhe, auf der die Kirche errichtet wurde und entwässert in die im Norden von Süßenbach vorüberfließende Thaya, die dort mehrere Mühlen antreibt. Am 1. April 2020 umfasste die Ortschaft 94 Adressen.

## Geschichte
Die mittelmäßig bestifteten Bauern bestellten die Äcker überwiegend mit Korn, Hafer, Erbsen, Flachs und Erdäpfel, berichtete Schweickhardt; bedeutend war auch die Viehzucht.
Im Jahr 1822 wurde der Ort als Dorf mit 40 Häusern genannt, das über eine Pfarre und eine Schule verfügte. Die Herrschaft Kirchberg am Walde besaß die Ortsobrigkeit, übte die Landgerichtsbarkeit aus, besorgte die Konskription und hatte die Grundherrschaft inne.
Laut Adressbuch von Österreich waren im Jahr 1938 in Süßenbach ein Butter- und Eierhändler, ein Fleischer, zwei Gastwirte, drei Gemischtwarenhändler, zwei Schmiede, zwei Schneider und zwei Schneiderinnen, ein Schuster, zwei Tischler und mehrere Landwirte ansässig. Im Rahmen der Niederösterreichischen Kommunalstrukturverbesserung trat die damalige Ortsgemeinde Süßenbach per 1. Jänner 1972 der Gemeinde Kirchberg am Walde bei.

## Siedlungsentwicklung
Zum Jahreswechsel 1979/1980 befanden sich in der Katastralgemeinde Süssenbach insgesamt 100 Bauflächen mit 39.561 m² und 102 Gärten auf 24.801 m², 1989/1990 waren es ebenfalls 100 Bauflächen. 1999/2000 war die Zahl der Bauflächen auf 356 angewachsen und 2009/2010 waren es 168 Gebäude auf 352 Bauflächen.

## Landwirtschaft
Die Katastralgemeinde ist landwirtschaftlich geprägt. 398 Hektar wurden zum Jahreswechsel 1979/1980 landwirtschaftlich genutzt und 134 Hektar waren forstwirtschaftlich geführte Waldflächen. 1999/2000 wurde auf 386 Hektar Landwirtschaft betrieben und 141 Hektar waren als forstwirtschaftlich genutzte Flächen ausgewiesen. Ende 2018 waren 384 Hektar als landwirtschaftliche Flächen genutzt und Forstwirtschaft wurde auf 141 Hektar betrieben. Die durchschnittliche Bodenklimazahl von Süssenbach beträgt 30,4 (Stand 2010).

## Sehenswürdigkeiten
- Pfarrkirche Süßenbach

## Persönlichkeiten
- Wolf Helmhardt von Hohberg (1612–1688), Freiherr, Dichter und Mitglied der Fruchtbringenden Gesellschaft